# Anne Sinclair
Pour les articles homonymes, voir Sinclair.
Anne Sinclair, née le 15 juillet 1948 à New York, est une journaliste franco-américaine.
Après des débuts à la radio, Anne Sinclair acquiert une grande notoriété à la télévision après avoir animé plusieurs émissions d'information, dont le célèbre magazine politique 7 sur 7 de 1984 à 1997, ainsi que Questions à domicile de 1985 à 1989, sur la chaîne TF1.
De 2012 à 2019, elle est la directrice éditoriale du site d’information Le HuffPost.

## Biographie

### Famille et études
Anne-Élise Sinclair est issue d'une famille juive franco-américaine,. Elle est la fille unique de Micheline Nanette Rosenberg, — femme passionnée de peinture représentée sur une toile de Pablo Picasso — et de Joseph-Robert Schwartz (devenu Sinclair en 1949) — industriel en cosmétiques et homme d'affaires. Son grand-père maternel, Paul Rosenberg, est un célèbre marchand d'art parisien, londonien puis new-yorkais, dont elle est l'une des héritières (elle possède une partie de sa collection de tableaux d'une valeur de plusieurs dizaines de millions d'euros),.
Sinclair est le nom que prit son père pendant la Seconde Guerre mondiale lorsqu'il s'engagea dans les Forces françaises libres.
Née à New York, elle y vit pendant trois ans avant le retour de sa famille à Paris en 1951 ; elle y revient toutefois tous les ans, y passant toutes ses vacances de Noël de l'âge de 4 à 15 ans,. Elle suit sa scolarité au cours Hattemer-Prignet, une institution laïque. Élève modèle, elle y dispute la première place à Jean-Jacques Chaban-Delmas, fils de Jacques Chaban-Delmas et a également dans sa classe, en 6e, Véronique Sanson. À 8 ans, elle veut devenir danseuse classique et chanteuse à l'opéra, mais dès l'âge de 10 ans, sait qu'elle veut devenir journaliste, écoutant chaque jour Europe 1 en rentrant du collège.

### Carrière
Licenciée en droit, diplômée de l'Institut d'études politiques de Paris (filière Politique et Social, 1972), Anne Sinclair commence sa carrière de journaliste à la radio Europe 1 en 1973, puis intègre la chaîne de télévision FR3 en 1976.
Affichant ses convictions de gauche, elle participe au spot officiel de François Mitterrand lors de la campagne officielle de l'élection présidentielle française de 1981.
En janvier 1982, elle est engagée par la chaîne TF1 pour présenter l'émission Les Visiteurs du jour en remplacement de Midi Première présentée par Danièle Gilbert dans la tranche 12 h-13 h. Faute de succès, l'émission est arrêtée au bout de six mois en juillet 1982. Elle rebondit et le 30 novembre 1983 présente sur TF1 l'émission Édition spéciale.
Après dix-huit mois de chômage, elle refuse la proposition du Premier ministre Laurent Fabius de diriger la communication de Matignon.
En septembre 1984, sur TF1, elle arrive à la présentation du magazine politique hebdomadaire 7 sur 7, créé trois ans plus tôt. Elle devient alors une personnalité très populaire du petit écran. Elle présente tout d'abord l'émission en alternance avec Jean Lanzi du 16 septembre 1984 à juin 1987 puis seule à partir de septembre 1987. L'émission et Anne Sinclair sont récompensées de plusieurs Sept d'or. En 1985, l'émission obtient le Sept d'or du meilleur magazine d'actualité ou de débat. Anne Sinclair obtient en 1986 le Sept d'or du (de la) meilleur(e) journaliste ou reporter ; puis en 1988 et 1990, celui de meilleur animateur de débats. En parallèle, de mars 1985 à mai 1989, elle co-présente l'émission politique mensuelle Questions à domicile, d'abord avec Pierre-Luc Séguillon (1985 à 1989) puis avec Jean-Marie Colombani (1987 à 1989). L'émission connaîtra également un franc succès.
Après la privatisation de TF1 en 1987, elle est nommée directrice adjointe de l'information de la chaîne, en plus de l'animation de ses émissions, puis directrice générale de TF1 Entreprise.
Le 6 juillet 1997, un mois après la nomination de son époux Dominique Strauss-Kahn au ministère de l'Économie, des Finances et de l'Industrie dans le gouvernement Jospin, elle décide d'arrêter l'émission 7 sur 7, décision qui sera ensuite appelée « jurisprudence Anne Sinclair »,,.
Après l'arrêt de l'émission, elle présente au premier semestre 1998 le magazine d'information 1 mois, 1 heure sur TF1. Elle devient directrice générale de e-TF1, la filiale internet du groupe, puis vice-présidente. Le 5 juin 2001, elle est limogée du groupe TF1 à la suite de désaccords avec Patrick Le Lay, le PDG du groupe, et Étienne Mougeotte, le vice-président et directeur d'antenne, qui lui reprochent sa franchise de ton et ses nombreuses amitiés à gauche. Elle saisit les prud'hommes et la chaîne est condamnée à lui verser des indemnités de 1,86 million d'euros.
Anne Sinclair restera titulaire sur TF1, mais on ne lui proposera plus de projet sur cette chaîne après 2001.
Elle entre ensuite dans le groupe Netgem, puis à RTL en 2002 où elle interviewe de grands patrons, elle anime en 2002 un magazine culturel sur France 3 : Le Choc des Cultures qui sera arrêté en février 2003 faute d'audience, puis collabore au magazine Paris Match et anime chaque dimanche, de 2003 à 2007, sur France Inter Libre Cours, une émission où des étudiants rencontrent des professionnels.
Elle participe, en 2008, à l'émission Le Grand Journal sur Canal+ en tant que correspondante aux États-Unis en vue de l'élection présidentielle américaine de 2008, en alternance avec Laurence Haïm.
En novembre 2010, elle entre au conseil d'administration du musée national Pablo Picasso, dont elle démissionne en 2014.
Jusqu'en 2019, elle est directrice éditoriale du site français d'actualité Le HuffPost, lancé le 23 janvier 2012. En mai 2012, elle co-anime les soirées électorales spéciales élection présidentielle 2012 sur BFM TV, avec Alain Marschall, Ruth Elkrief, Olivier Mazerolle notamment,.
Elle est membre du club Le Siècle.
Entre 2014 et 2016, elle interviewe des personnalités qui font l'actualité, dans la matinale du week-end d'Europe 1 menée par Maxime Switek.
Depuis 2015, elle anime une à deux fois par an l'émission Fauteuils d'orchestre, qui est programmée en partenariat avec France Musique, sur la chaîne France 3, et qui est consacrée à la musique classique et diffusée en première partie de soirée.
D'après une information du journaliste Nicolas Domenach qu'elle confirme, elle décline la proposition de François Hollande de devenir ministre de la Culture dans le gouvernement Manuel Valls en février 2016,.
À partir de septembre 2017, Anne Sinclair tient un billet hebdomadaire dans Le Journal du dimanche.
Elle est directrice éditoriale du HuffPost de 2012 à 2019, bien qu'ayant annoncé le 20 janvier 2017 son intention de prendre du recul et de quitter cette fonction,.
Elle participe à des conversations publiques.

### Activités éditoriales
En 2012, Anne Sinclair consacre le livre 21 rue La Boétie au parcours de son grand-père maternel, le marchand d'art Paul Rosenberg. L'immeuble qui abritait sa galerie d'art à Paris est confisqué par les Nazis pendant l'Occupation et réquisitionné par l'Institut d'étude des questions juives.
En 2020, elle consacre un livre à la « rafle des notables », troisième rafle qui se déroule sur le territoire français et qui fournit le contingent de la première déportation française de Juifs vers le camp de concentration d'Auschwitz, au cours de laquelle son grand-père paternel, Léonce Schwartz est arrêté.

### Vie privée
Anne Sinclair est la mère de deux enfants, David et Élie, issus d'une première union le 9 novembre 1976 avec le journaliste Ivan Levaï.
En 1988, elle rencontre Dominique Strauss-Kahn lors de l'émission Questions à domicile du 27 octobre et entame peu après une liaison avec l'homme politique socialiste. Divorcée, elle épouse Dominique Strauss-Kahn le 26 novembre 1991 à la mairie du 16e arrondissement de Paris au cours d'une cérémonie civile, alors que celui-ci est devenu ministre délégué à l'Industrie et au Commerce extérieur du gouvernement Édith Cresson.
Lorsque Dominique Strauss-Kahn est impliqué en mai 2011 dans une affaire d'agression sexuelle portée devant la justice américaine par Nafissatou Diallo, Anne Sinclair prend la défense de son époux, en affirmant dans un communiqué publié le 16 mai qu'elle : « […] ne croit pas une seule seconde aux accusations portées à l'encontre de [son] époux, Dominique Strauss-Kahn ». Sa présence auprès de son mari, de même que le rôle qu'elle a joué auprès de lui durant cette affaire furent commentés par des journalistes dans des livres, dans la presse écrite et dans d'autres médias. En 2011, elle est désignée « femme de l'année » par un sondage CSA publié dans Terrafemina.
En août 2012, Anne Sinclair déclare être séparée de Dominique Strauss-Kahn, dont elle divorce en mars 2013. Elle est ensuite en couple avec l'historien français Pierre Nora jusqu'à la mort de ce dernier le 2 juin 2025,.

## Distinction
Le 3 avril 2015, Anne Sinclair est nommée au grade de chevalier dans l'ordre national de la Légion d'honneur au titre de « journaliste ; 42 ans de services ».
Le 21 septembre 2016, elle est nommée citoyenne d'honneur de Liège dans le cadre d'une exposition d’art et de civilisation qui se déroule à la Boverie. Elle collabore à l'exposition, notamment pour avoir écrit le livre, 21 rue La Boétie, sur le parcours de son grand-père, Paul Rosenberg, marchand d’art de la première moitié XXe siècle.

## Publications
- Une année particulière, Fayard, 1982  (ISBN 2213011257)
- Deux ou trois choses que je sais d'eux, Grasset, 1997  (ISBN 2246556716)
- Caméra subjective, Grasset, 2002  (ISBN 2246628318)
- 21 Rue La Boétie, Grasset, 2012  (ISBN 2246737311)
- Chronique d’une France blessée, Grasset, 2017  (ISBN 2246812232)
- La rafle des notables, Grasset, 2020  (ISBN 2246824133)
- Passé composé, Grasset, 2021  (ISBN 2246828171)

## Sujet d'un documentaire
- « Anne Sinclair, le prix de la liberté », documentaire diffusé dans l'émission Un jour, un destin sur France 2, le 22 avril 2014, retraçant sa vie et son parcours professionnel. Le documentaire est suivi d'une interview d'Anne Sinclair par le journaliste et présentateur de l'émission, Laurent Delahousse[source insuffisante][51].

## Dans la culture populaire
- Dans les années 1990, Anne Sinclair a été parodiée régulièrement dans des sketchs par l'humoriste Virginie Lemoine, notamment dans l'émission télévisée satirique Ainsi font, font, font de Jacques Martin sur France 2, ou dans l'émission de radio Rien à cirer de Laurent Ruquier sur France Inter. Elle a aussi été parodiée par Sophie Darel dans l'émission de divertissement Sébastien c'est fou ! de Patrick Sébastien sur TF1[52].
- Dans le film Welcome to New York (2014) d'Abel Ferrara, qui s'inspire de l'affaire DSK, le rôle d'Anne Sinclair est interprété par l'actrice Jacqueline Bisset[53]. Le rôle avait été attribué au départ à Isabelle Adjani, mais celle-ci le refusa.

### Ressource radiophonique
- Sophie des Déserts, « Anne Sinclair, une force tranquille » [audio], émission À voix nue (série de 5 entretiens de 30 min), France Culture, 19 septembre 2022.